# Collelungo (Sant'Angelo Romano)
Collelungo ("Collelungu" in dialetto santangelese) è una frazione del comune di Sant'Angelo Romano, della Città metropolitana di Roma Capitale.

## Dati principali
Si trova ad un'altitudine di 170 metri sul livello del mare ed è popolata da 292 abitanti. Collelungo confina a sud con il territorio comunale di Guidonia Montecelio ed è la seconda frazione più estesa del comune di Sant'Angelo Romano dal punto di vista territoriale dopo Poggio Cesi..
Si tratta di una zona esclusivamente residenziale da cui si accede dalla strada provinciale 24/A, meglio nota come strada provinciale Guidonia-Mentana, oppure dalla strada provinciale 23/A (Via Palombarese).